# Bataille de Jarrie
huitième guerre de Religion
La bataille de Jarrie, qui s'est déroulée le 19 août 1587 durant la huitième guerre de Religion, a ensanglanté le plateau d'Herbeys, Brié-et-Angonnes et Haute-Jarrie, à une dizaine de kilomètres de Grenoble.
Ce combat, qui a vu s'opposer les huguenots de Lesdiguières aux catholiques de La Valette, est l'une des batailles les plus meurtrières pour la région grenobloise de tous les temps, avec ses 1 850 morts, en majorité mercenaires suisses protestants. Combat mineur et partiellement oublié, il reflète parfaitement les enjeux du royaume de France de l'époque à l'échelle locale.
En fonction des différents auteurs d'ouvrages concernant cette bataille, elle prend d'autres appellations comme bataille d'Uriage, bataille de Vaulnaveys, bataille du Pont de Vizille, bataille de Grenoble, bataille de Vif, bataille entre l'Isère et le Drac ou encore défaite des Suisses en Dauphiné. Cependant, pour le vulgarisateur d'histoire locale Robert Aillaud, l'appellation à préférer est bataille de Jarrie, la plus utilisée et celle qui lui a été donnée par La Valette, l'un des protagonistes, du côté des vainqueurs,.

## Contexte

### Dans le royaume
Au cours des XVIe et XVIIe siècles, la France est secouée par les guerres de Religion entre catholiques et protestants.
La bataille de Jarrie s'inscrit dans le cadre de la huitième et dernière guerre de Religion. Celle-ci est déclenchée en 1585 par l'édit de Nemours et se termine en 1598, avec l'édit de tolérance de Nantes. Elle est aussi nommée « guerre des Trois Henri ». En effet, Henri III roi de France, dans les 15 ans de son règne, s'allie parfois avec les protestants de Henri III de Navarre (futur Henri IV de France), parfois avec les ultra-catholiques de Henri Ier de Guise, duc de Lorraine.
Tentant de contrôler la Ligue, Henri III de France s'en déclare le chef dès le 7 juillet 1585. L'édit de Nemours, publié par le roi le 18 juillet 1585, révoque tous les traités de paix et de tolérance concédés précédemment aux réformés. Il résulte de la pression des partisans d'Henri Ier de Guise et des ligueurs. Le culte protestant est interdit et les chambres tripartites sont supprimées. À la suite de l'édit, les protestants doivent choisir soit de se convertir au catholicisme et de perdre ainsi le pouvoir et les libertés acquises, soit de refuser cette conversion et de quitter le royaume. En large majorité, ils choisissent d'entrer dans la clandestinité et de recourir aux armes,.
Henri de Navarre considère Henri de Guise comme son ennemi prioritaire. Il souhaite donc se rendre dans son duché pour y porter la guerre. Durant l'année 1586, alors que son royaume est hypothéqué pour la cause, il prépare l'invasion de la Lorraine. Puis en 1587, sur le chemin se déroule la bataille de Jarrie.
Les deux parties font appel à l'étranger. Henri de Navarre a recours aux mercenaires protestants d'Allemagne et de Suisse où il recrute 7 000 auxiliaires et reîtres non loin du sol lorrain. De leur côté, pour financer la guerre, les princes lorrains catholiques traitent avec Philippe II, roi d'Espagne,.
Le protestant Henri III de Navarre décide de rassembler 30 000 soldats dans la ville libre de Mulhouse, dont 2 000 arquebusiers du Languedoc commandés par François de Châtillon de Coligny. S'attendant à ce que les troupes catholiques éparpillées en France cherchent à rejoindre la Lorraine pour porter secours à Henri de Guise, et afin de prévenir d'éventuelles réactions espagnole ou savoyarde, Henri III est contraint de prendre des décisions stratégiques. Parmi celles-ci, le changement de destination de 4 500 mercenaires suisses envoyés vers La Mure prêter main-forte au chef des huguenots en Dauphiné, pour le cas où Charles-Emmanuel de Savoie décide d'entrer dans le conflit.
Diverses armées sont levées et organisées par la Ligue aussi bien contre Henri de Navarre qu'Henri Ier de Bourbon-Condé et les autres chefs protestants. Armand de Gontaut est en campagne en Saintonge, Anne de Joyeuse en Poitou et en Guyenne, La Valette opère en Provence, Henri Ier de Guise est dans les seigneuries du duc de Bouillon[non pertinent].

### En Dauphiné

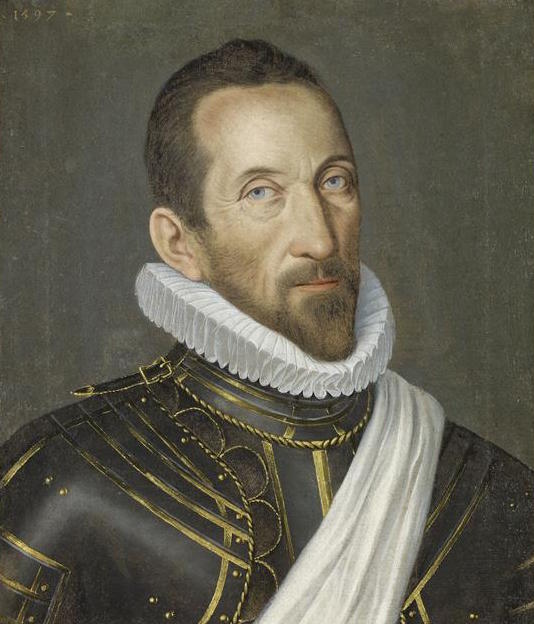
François de Bonne de Lesdiguières (1543-1626).

La province du Dauphiné est touchée par les guerres de Religion depuis 1523.
Dès le 10 avril 1584, la chambre tripartite de Grenoble est supprimée et ses membres légués aux autres chambres. Le 3 août 1585, à Grenoble, est publié l'édit de Nemours. Deux jours après, le Parlement établit un Conseil de défense qui s'occupe de son exécution et de la sécurité publique. Les protestants de Grenoble, effrayés par la situation, quittent la ville pour aller vers la montagne, où se trouvent déjà d'autres huguenots.
Les chefs des protestants sont François de Beaumont, baron des Adrets (1506-1587) jusqu'à sa conversion en 1567, puis Charles du Puy-Montbrun (1530-1575). Ce dernier est remplacé en 1577, soit deux ans après sa mort, par François de Bonne, futur duc de Lesdiguières. Ce brillant chef contrôle les réformés en Sud-Dauphiné (sauf Briançon) pour le compte de Henri de Navarre,.

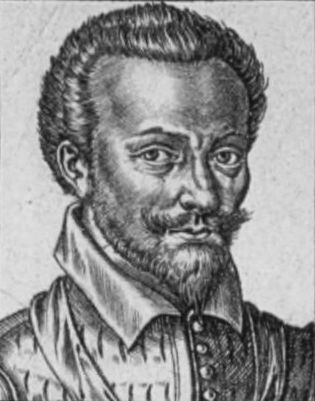
Bernard de Nogaret de La Valette (1553-1592).

À cette époque, en Dauphiné, le pouvoir du roi de France est représenté par le gouverneur — depuis 1563 il s'agit d'un Bourbon qui se mêle peu des affaires locales — et par le lieutenant général Laurent de Maugiron (1528 - 1588). Celui-ci, très âgé et malade, est assisté depuis 1586 par Bernard de Nogaret de la Valette. Puis ce dernier assure le rôle : La Valette est prié par Monsieur Servien, qui lui parle au nom du Conseil de défense de Grenoble, « d'arrêter au plus tôt les progrès alarmants de Lesdiguières ». Il rejoint Grenoble le 23 décembre 1585, où il est acclamé comme un sauveur.
Le prince-évêque de Grenoble est François Fléhard mais il n'a aucun rôle actif dans ce conflit.
Le président du parlement du Dauphiné est le catholique Ennemond Rabot d'Illins (1543-1603). Afin d'éviter que Grenoble affronte un conflit armé, il négocie avec les catholiques et les protestants.

## Belligérants
Selon la reconstitution de Robert Aillaud, 11 000 combattants et 1 750 chevaux, répartis en trois camps, prennent part aux évènements de Jarrie.
|             | Commandants         | Troupes                                                              | Effectifs                                                 | Armées        |
| Catholiques | La Valette          | 550 arquebusiers                                                     | 750 chevau-légers 2 150 arquebusiers et autres fantassins | 2 900 soldats |
| Catholiques | d'Ornano            | 150 chevau-légers (une cornette) et 300 arquebusiers (une compagnie) | 750 chevau-légers 2 150 arquebusiers et autres fantassins | 2 900 soldats |
| Catholiques | des Crottes         | 150 chevau-légers (une cornette)                                     | 750 chevau-légers 2 150 arquebusiers et autres fantassins | 2 900 soldats |
| Catholiques | Demergue            | 150 chevau-légers (deux cornettes)                                   | 750 chevau-légers 2 150 arquebusiers et autres fantassins | 2 900 soldats |
| Catholiques | d'Esquaravaques     | 120 arquebusiers du régiment du Piémont                              | 750 chevau-légers 2 150 arquebusiers et autres fantassins | 2 900 soldats |
| Catholiques | Guillaumont         | 300 arquebusiers (deux compagnies)                                   | 750 chevau-légers 2 150 arquebusiers et autres fantassins | 2 900 soldats |
| Catholiques | d'Orvilliers        | 300 arquebusiers (une compagnie)                                     | 750 chevau-légers 2 150 arquebusiers et autres fantassins | 2 900 soldats |
| Catholiques | Saint Julien        | 300 gendarmes du marquisat de Saluces                                | 750 chevau-légers 2 150 arquebusiers et autres fantassins | 2 900 soldats |
| Catholiques | Saint-Vincent       | 150 arquebusiers à cheval (une cornette)                             | 750 chevau-légers 2 150 arquebusiers et autres fantassins | 2 900 soldats |
| Protestants | Lesdiguières        | 1 000 arquebusiers                                                   | 600 chevau-légers 3 000 arquebusiers et autres fantassins | 3 600 soldats |
| Protestants | Châtillon           | 2 000 arquebusiers                                                   | 600 chevau-légers 3 000 arquebusiers et autres fantassins | 3 600 soldats |
| Protestants | de Morges           | 600 chevau-légers                                                    | 600 chevau-légers 3 000 arquebusiers et autres fantassins | 3 600 soldats |
| Suisses     | Stuart de Vézinnes  | 200 chevau-légers                                                    | 400 chevau-légers 500 arquebusiers 3 600 piquiers         | 4 500 soldats |
| Suisses     | de Lettes d'Aubonne | 200 chevau-légers                                                    | 400 chevau-légers 500 arquebusiers 3 600 piquiers         | 4 500 soldats |
| Suisses     | jeune Cugie         | 12 enseignes de 300 piquiers                                         | 400 chevau-légers 500 arquebusiers 3 600 piquiers         | 4 500 soldats |
| Suisses     | Simonin             | 500 arquebusiers                                                     | 400 chevau-légers 500 arquebusiers 3 600 piquiers         | 4 500 soldats |

### Catholiques
- Bernard de Nogaret de La Valette (1553-1592), chef des catholiques en Dauphiné
- Alphonse d'Ornano (1548-1610), sous les ordres de La Valette avec sa troupe de mercenaires corses
- Mathieu de Rame, seigneur des Crottes (1592-1628), capitaine d'une cornette de chevau-légers
- Gabriel de la Poype, seigneur de Saint-Julien

### Protestants
- François de Châtillon de Coligny (1557-1591), colonel général de l'infanterie huguenote
- François de Bonne de Lesdiguières (1543-1626), chef des protestants en Dauphiné ; en 1587 aide Châtillon à traverser le Dauphiné vers Mulhouse
- Aimé de Glane de Cugy, seigneur d'Eurre, lieutenant de François de Bonne
- Giraud Béranger de Morges, lieutenant de François de Bonne et son beau-frère

### Mercenaires suisses
Les levées suisses protestantes qui vont en Dauphiné sont faites à Montbéliard, Neufchâtel et dans le pays de Vaud. Elles comprennent quatre mille piquiers, divisés en douze compagnies, auxquels se sont joints cinq cents soldats français et une cornette de cavalerie. Ces troupes sont commandées par Guillaume Stuart de Vézinnes et François de Lettes, qui ont sous leurs ordres les capitaines Guillaume Villermin, seigneur de Monnaz, Priam Villermin, son frère et baron de Montricher, les seigneurs de Cugie et Virol, François de Mafflues et Jean Simonin de Montbéliard.
- Guillaume Stuart, seigneur de Vézinnes, de la famille royale d'Écosse, médiateur, surveille les soldats
- François de Lettes, baron d'Aubonne
- Jean de Glane, seigneur de Cugy, dit le jeune Cugie
- Louis Osterwald, maire de Neufchâtel, et son fils Jean-Jacques Osterwald
- Priam et Guillaume Vuillermin, seigneurs de Monnaz et Montricher ; le dernier a financé Henri de Navarre pour les mercenaires[Note 1], ils « surveillent les affaires »
- le seigneur de Virol
- François de Mafflues
- Jean Simonin de Montbéliard

## Déroulement

### Début de 1587: une trêve impossible
Alors qu'une épidémie de peste fait des ravages dans la région grenobloise, les trois premiers mois de l'année 1587 sont employés par les belligérants à recruter leurs troupes, à réparer ainsi qu'à ravitailler leurs places d'armes et à préparer la reprise des hostilités.
En mars 1587 Lesdiguières s'empare du château de Monestier et début avril du château de Champ à 15 km de Grenoble.
Le Parlement, effrayé de voir la guerre aux portes de Grenoble, désire conclure une trêve avec les protestants. Pierre de Chaponay, seigneur d'Eybens, et Louis Armuet, seigneur de Bon repos, sont choisis pour négocier avec Lesdiguières. Par ailleurs, l'armée de François de Bonne doit être sous peu renforcée d'une compagnie de chevaux-légers et d'un contingent suisse de quatre ou cinq mille hommes. Cette trêve est le moyen de gagner du temps. Dans ce but, Lesdiguières devance la démarche et fait des propositions à Maugiron, alors lieutenant général du Dauphiné, ainsi qu'à son second, La Valette.
Un premier traité est donc signé le 12 juin,. Il prévoit une trêve particulière pour toute la région comprise entre Grenoble et le Drac, du côté de Champ. Cependant Maugiron et La Valette ne veulent pas conclure une trêve générale avant d'avoir reçu les instructions royales. Henri III, dès qu'il est informé des manœuvres du chef des protestants et éclairé sur son but, exprime sa contrariété et rejette ces termes dans une lettre qui arrive quelques jours après la signature du traité.
Une trêve générale n'étant pas possible sans l'accord du roi, les négociations sont rompues. Établi sur de nouvelles bases, un nouveau traité prévoit que les châteaux de Champ et de Monestier doivent être détruits, les deux parties s'interdisent d'en relever les fortifications et Lesdiguières reçoit une compensation financière de 6 000 écus d'or,.

### Dejuinàaoût 1587: les combattants se rapprochent
Les deux dernières semaines de juin, Lesdiguières et ses troupes sont aux environs d'Avignon. Ainsi l'armée protestante est dans le Gaspençais et l'Embrunais et se dirige vers le Valentinois.
Le 1er août 1587 Lesdiguières campe avec 1 600 hommes sur les bords du Rhône au Sud de Valence. Là il attend Châtillon qui vient du Languedoc et doit se présenter sur la rive droite. Il souhaite ainsi lui faciliter la traversée du fleuve. Ce franchissement se fait vraisemblablement au niveau de La Coucourde. Châtillon et Lesdiguières réunis marchent vers Grenoble, avec 3 000 hommes d'infanterie et 600 cavaliers, en attendant les renforts suisses,.
La Valette est à Lyon. Ayant appris le passage du Rhône par les protestants, il augmente tout d'abord son armée en rappelant les détachements envoyés en Languedoc. Il parvient à rassembler à Romans 2 500 fantassins et quelques cornettes de cavalerie soit 150 cavaliers selon son biographe,. Arrivé à la Bastille, il passe l'Isère sur le pont de Grenoble.
Le 8 août, d'Ornano avec ses troupes corses se trouve à Saint-Marcellin. Il est en route vers Grenoble pour rejoindre La Valette.
Au même moment, les mercenaires suisses, qui se sont unis aux troupes de Simonin à Genève, traversent la Savoie. Arrêtés à Rumilly par le gouverneur du fort de l'Annonciade, ils doivent prévenir le Duc Charles-Emmanuel de leur passage et négocier avec le lieutenant général de Savoie, le Compte de Martinengue, pour pouvoir continuer leur marche. Cela fait, ils descendent enfin la vallée du Grésivaudan et passent, le 15 août, le seul pont des alentours sur l'Isère à Goncelin.

### Du 15 au18 août: les premières escarmouches
Catholiques et protestants se trouvent face à face en deux situations d'oppositions différentes.

#### Lesdiguières contreLa Valette
Lesdiguières et ses troupes, avec un peu d'avance, remontent la rive gauche de l'Isère pendant que La Valette suit la rive droite en surveillant les mouvements des protestants. Les deux troupes ne sont séparées que par la rivière mais, sur tout le parcours, les ponts sont détruits et les bateaux enlevés. Donc le passage pour l'une ou l'autre des armées est impossible. La situation de l'armée catholique est la plus favorable car elle peut espérer battre les Suisses avant que Lesdiguières et Châtillon soient parvenus à franchir l'Isère. Les deux armées marchent en vue l'une de l'autre et, de temps en temps, des mousquetades tirées d'une rive à l'autre mettent quelques hommes hors de combat.

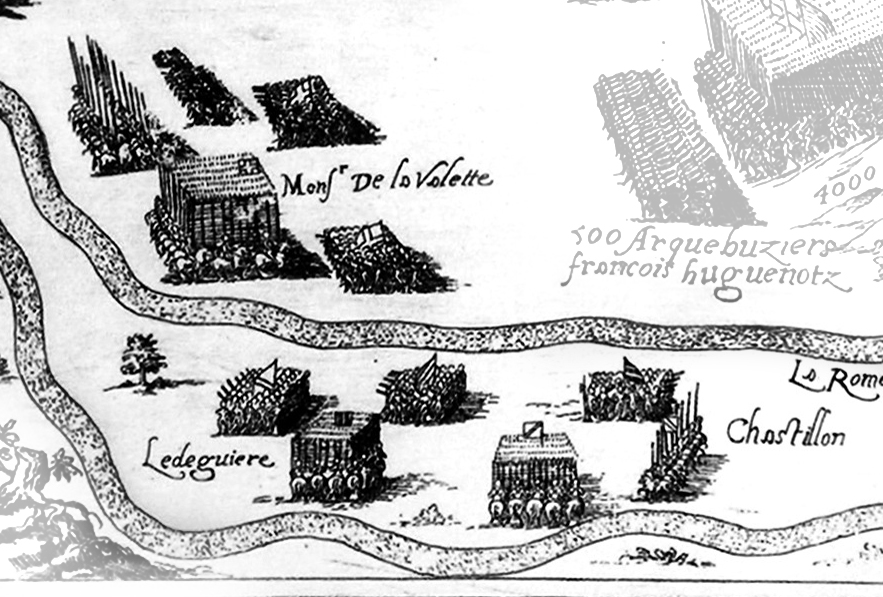
Lesdiguières et La Valette se surveillent des deux rives de la Romanche.

À Veurey, les chefs protestants font une tentative de passage, mais leur projet est déjoué. Après avoir perdu quelques éclaireurs dans l'opération, ils continuent leur marche du côté de Sassenage puis sur la rive gauche du Drac.
Le 7 août, Lesdiguières est à Seyssins. Il se dirige donc vers le pont de la Madeleine, maintes fois détruit par les eaux et maintes fois reconstruit. Celui-ci est le passage obligé sur la route de Grenoble à Briançon, vers la Matheysine et Gap. Selon Lesdiguières ses renforts suisses doivent aussi le passer pour arriver au rendez-vous de La Mure. Il trouve le pont ruiné et la Romanche infranchissable.
Le 12 août, il atteint avec le chef François de Châtillon de Coligny la vallée de la Gresse, et fait stationner ses 600 cavaliers 3 000 fantassins à Vif (reprise depuis le 5 avril par les huguenots) avant de traverser le Drac au gué de la Rivoire,.
Le 18 août, l'armée des réformés campe dans la plaine de Champ, au confluent du Drac et de la Romanche, tandis que La Valette, qui ne l'a jamais perdue de vue, s'établit solidement en face, sur la rive droite de la Romanche, probablement pas loin de la Tour d'Avalon qui pourrait servir à l'occasion comme appui. Ses avant-postes sont dans les délaissés et les lies formés par la rivière, dont aucune digue n'enserre alors le cours, tandis que le gros de ses troupes est placé au pied des coteaux de Basse-Jarrie. Dans l'après-midi arrive Alphonse d'Ornano avec ses mercenaires corses. Les catholiques sont maintenant tous réunis. Leur armée est forte de 2 900 hommes,.
Ce jour-là encore, la traversée de la rivière gonflée par la fonte des neiges est tentée sans succès par les protestants. Le passage à gué est impossible. Ils essayent également en vain de rétablir l'ancien pont de la Madeleine qui lie Champ à Jarrie. Il s'agit toujours de franchir la Romanche pour se porter à la rencontre des mercenaires suisses. Cette opération huguenote coûte quelques hommes car les catholiques leur tirent dessus depuis le rocher des Malades et les berges de la Romanche.

#### Cugy contre Saint Julien

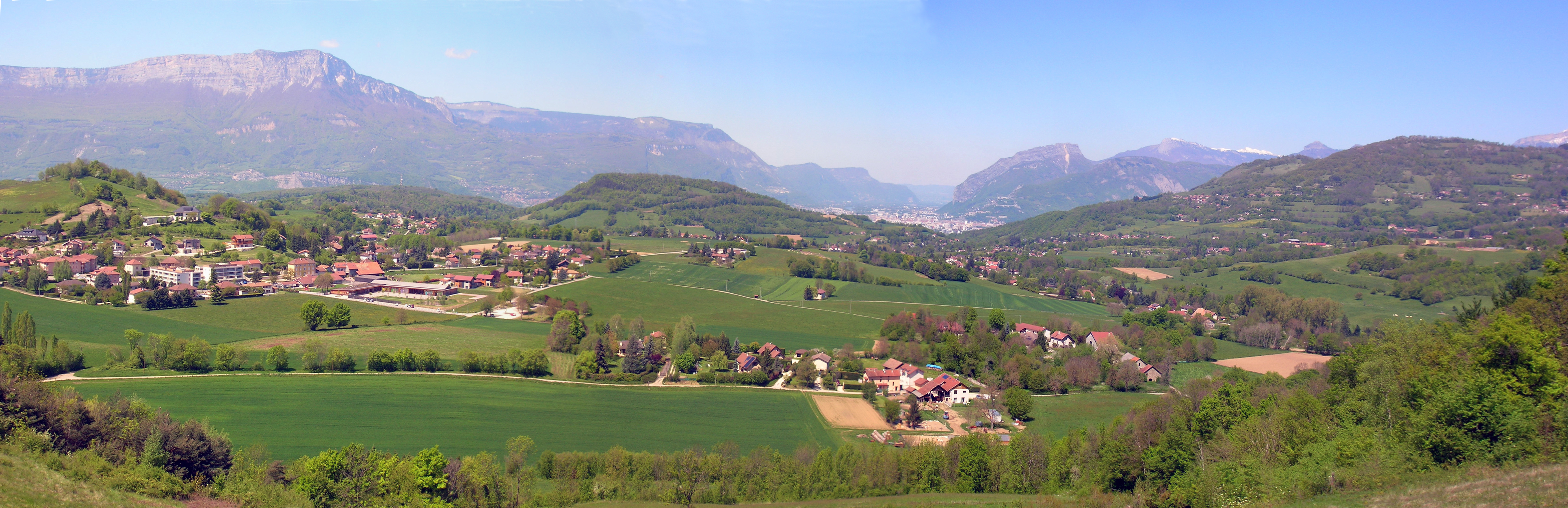
Plateau vu des crêtes d'Herbeys. Brié, les Angonnes, Tavernolles et Herbeys, où sont passés les protagonistes de la bataille de Jarrie.

Les Suisses avancent dans la vallée du Grésivaudan, « 4 500 Suisses, qu'est-ce-cela représente ? […] Sur nos étroits chemins de 1587, les Suisses sont tout au plus quatre de front à pied, et deux de front à cheval. […] La troupe s'étale sur 10 km environ ». Selon la reconstitution d'Aillaud, une fois arrivés à Gières, ils passent par les hameaux de la Galochère et du Mûrier, puis empruntent le Grand Chemin des chevaux qui arrive à Villeneuve d'Uriage, à cette époque nommé simplement Uriage,.
Ils y arrivent le 18 août dans l'après-midi et installent leur campement. Ils ont pour objectif la jonction avec Lesdiguières par l'ancienne voie romaine, menant de Grenoble à Vizille,,. Le terrain leur est inconnu, alors que leurs adversaires le connaissent parfaitement.
La Valette, prévenu de l'approche des Suisses, en rejoignant Lesdiguières et en traversant la vallée du Sonnant dans une position surélevée, les fait discrètement surveiller par sa cavalerie. Il en charge pour cela son avant-garde commandée par Gabriel de la Poype dit Saint Julien. Cette cavalerie est accompagnée de 100 arquebusiers. Celui-ci va en reconnaissance le 18 août au soir,. Saint Julien remonte « le vallon de Jarrie, passe Brié, Herbeys, le Noyaret et s'approche de Villeneuve ». Une escarmouche a lieu entre les mercenaires et Saint Julien, et cette rencontre n'est point à l'avantage des catholiques. ils doivent se retirer en abandonnant leurs morts et leurs blessés, tandis que les Suisses perdent une centaine des leurs.

### 19 août 1587: la bataille

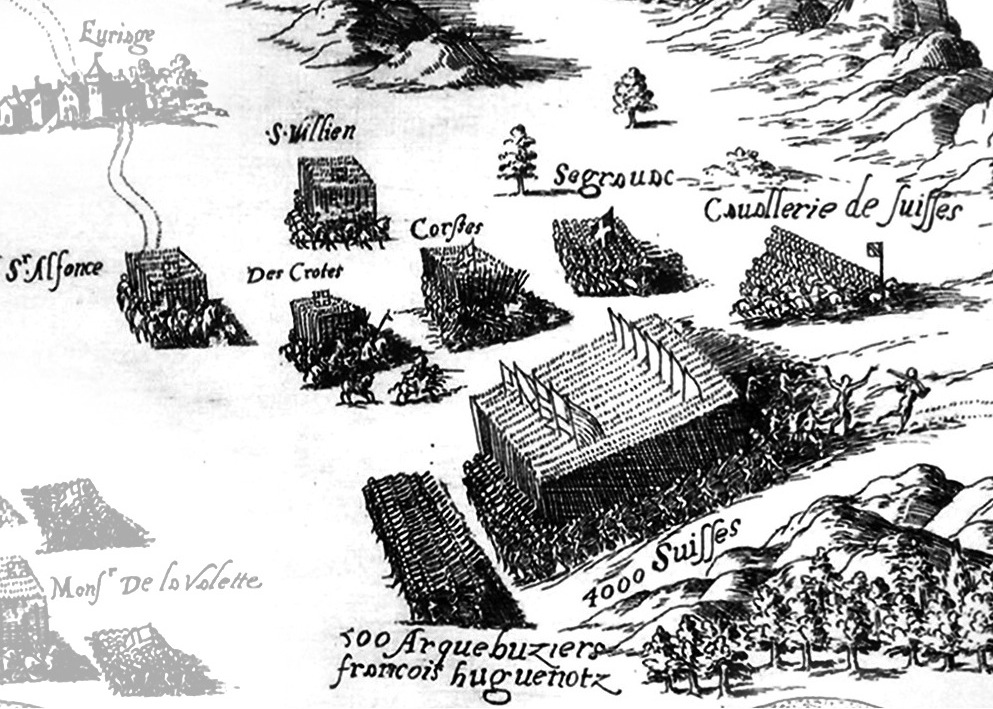
Les troupes d'Alphonse d'Ornano (Sior Alphonse) contre les Suisses : Sior Willien, Des Crot[t]es, les Corses.

Le 19 août 1587, ce qui reste de la troupe d'éclaireurs du seigneur de Saint Julien est renforcé. Ainsi 120 arquebusiers du régiment de Piémont, sous les ordres d'Escaravaques, la compagnie d'Orviner et les chevaux-légers des capitaines des Crottes et de Saint Vincent la renforcent. Alphonse d'Ornano amène un détachement de ses Corses et prend le commandement en chef de ce corps. La Valette, avec le gros de l'armée, reste sur les bords de la Romanche pour surveiller les mouvements de Lesdiguières et de Châtillon. Ainsi placé il se dispose à s'opposer à toute nouvelle tentative de passage.
Les protestants, craignant la canicule et s'attendant à rencontrer les catholiques, quittent Uriage et se mettent en marche de fort bonne heure. Ils marchent par huit hommes de front, en rangs serrés, hérissés de longues piques de 5 m, comme autrefois la phalange macédonienne. Cependant en plusieurs points le chemin est boisé et ils doivent les baisser pour ne pas les prendre dans les branches.
Alphonse d'Ornano prépare une embuscade aux Suisses à l'abri d'un bois de haute futaie, où il dispose en bataille les 600 ou 700 hommes sous ses ordres. À dix heures du matin les troupes entrent en contact. Les Suisses sont accueillis par des décharges de mousqueterie bien dirigées. Les piquiers supportent le feu de l'ennemi caché sans s'arrêter ni rompre leur ordonnance, mais sans pouvoir réagir efficacement. Les arquebusiers qui les accompagnent répondent de leur mieux, mais leurs balles se perdent dans le bois. Le lieu exact de cette embuscade reste inconnu, mais « ce que l'on peut imaginer, c'est que la nouvelle de l'attaque remonte la colonne suisse jusqu'à l'arrière-garde ». Le reste de la colonne des mercenaires continue à avancer probablement par des voies différentes. Les plus nombreux se dirigent entre Herbeys et Brié ou Haute-Jarrie. L'arrière-garde des chevaliers de Guillaume Wuillermin ou de Guillaume Stuart de Vézinnes semble suivre un autre chemin,.
Les capitaines des Crottes et Saint Vincent, voyant la suprématie catholique, vont intercepter l'arrière-garde aux Angonnes et lancent leurs chevaux-légers sur la phalange protestante. Les piquiers suisses se défendent tenacement sans se laisser entamer, ils sont abattus par les catholiques rang après rang mais ils avancent jusqu'à Haute-Jarrie, probablement en passant par le hameau du Mont-Rolland et le chemin de la Goitreuse,.
Sur le plateau de Haute-Jarrie, la troupe de Cugy peut utiliser ses piques à son aise et former les carrés, mais elle se trouve dans une petite région qui compte trois châteaux (les châteaux de Bon Repos, des Simianes et des Rollands), oubliés dans les récits mais fort probablement utilisés comme appui par les catholiques.

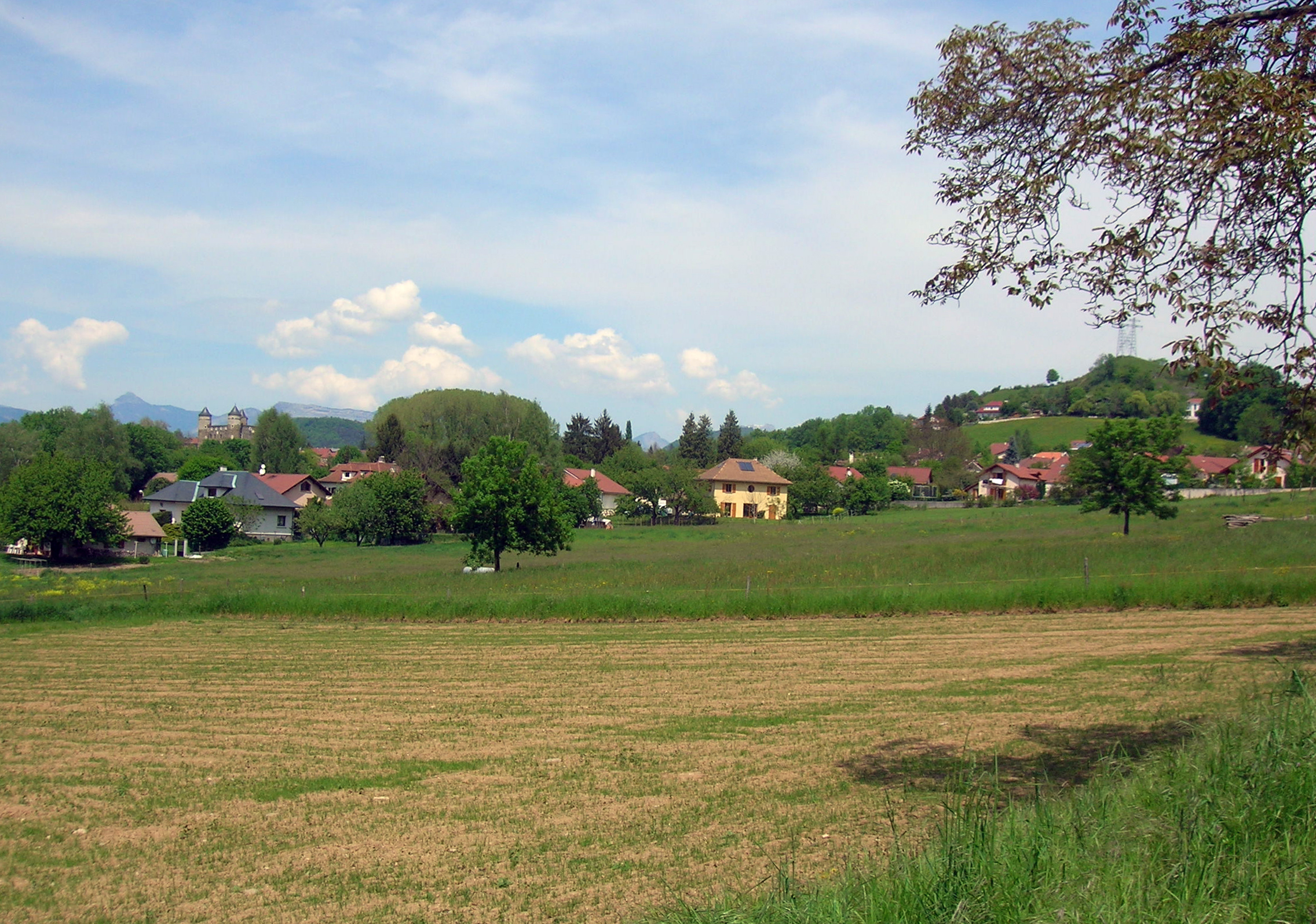
Château de Bon Repos (à gauche) et presumée motte castrale (à droite).
Plaine entre les châteaux de Bon Repos et des Simianes depuis la motte castrale du Rampeau.

Déjà engagés par les chevaux-légers, les piquiers suisses deviennent aussi la cible des arquebusiers catholiques, placés sur une butte qui pourrait correspondre à la motte castrale du Rampeau pas loin du château de Bon Repos. Les arquebusiers catholiques ont des armes peu précises, mais ils ont l'avantage de la hauteur et de la distance.
Les mercenaires résistent et se battent avec courage jusqu'à 5 heures de l'après-midi, moment où ils tentent une charge de désespoir. La Valette doit accourir et renforcer les troupes de d'Ornano engagées dans le combat. Le capitaine des arquebusiers montbéliardais Jean Simonin est tué, ainsi que le commandant en chef des troupes suisses, le jeune Cugie. Les Suisses sont vaincus et leurs drapeaux gagnés un à un,.
Une centaine de fuyards suisses se sauvent dans les bois, en direction de Montchaboud et Vizille, pour ensuite remonter la vallée de la Romanche, et se réfugier dans l'Oisans. Parmi eux, se trouvent père et fils Ostenwald de Neuchâtel,. Les autres capitaines se rendent prisonniers, comme le baron d'Aubonne.
Durant la bataille à Haute-Jarrie, la situation ne change pas sur les rives de la Romanche. Lesdiguières et de Châtillon essaient encore de réparer le pont de la Madeleine, sans y parvenir. Quelques hommes sont perdus durant ces tentatives, notamment Giraud Béranger de Morges,.

### Pertes
- Parcours mercenaires suisses
 1- Arrière-garde
 2- Armée
- Zones de harcèlements catholiques
- Zones de combats
- Charniers connus

La bataille de Jarrie est l'une des batailles les plus meurtrières de tous les temps pour la région grenobloise.
Les catholiques accusent des pertes peu importantes. Leur chef ne rapporte que cent blessés et cinquante morts.
À l'opposé, le nombre de morts suisses est considérable mais incertain. Ainsi les historiens donnent des chiffres différents.
Le biographe de La Valette, Honoré Mauroy, indique qu'« il en fut compté douze cents morts en une mesme place et cinq cents un peu plus loin […] De ces douze enseignes de Suysses, cinq cents soldats françois ou de Genève ». Cependant, le secrétaire Jean Canault, en narrant la vie d'Alphonse d'Ornano, explique que « le nombre de morts en ce champ-là fut de 1 200 morts, près de 300 où était Domergue et de 800 en bas de la butte. » Aillaud résume : au moins 1 000 sont morts à Haute-Jarrie, 500 près des Angonnes, et 300 au pied de la butte au Rampeau.
Les cadavres amoncelés attestent l'opiniâtreté de la lutte. Selon Stéphane Gal, l'inhumation des combattants morts, faite par la population civile en une époque de peste en Dauphiné, est nécessairement précipitée pour éviter les épidémies, et les civils ne peuvent (ou ne veulent)[pas clair] que rarement aider les blessés huguenots.

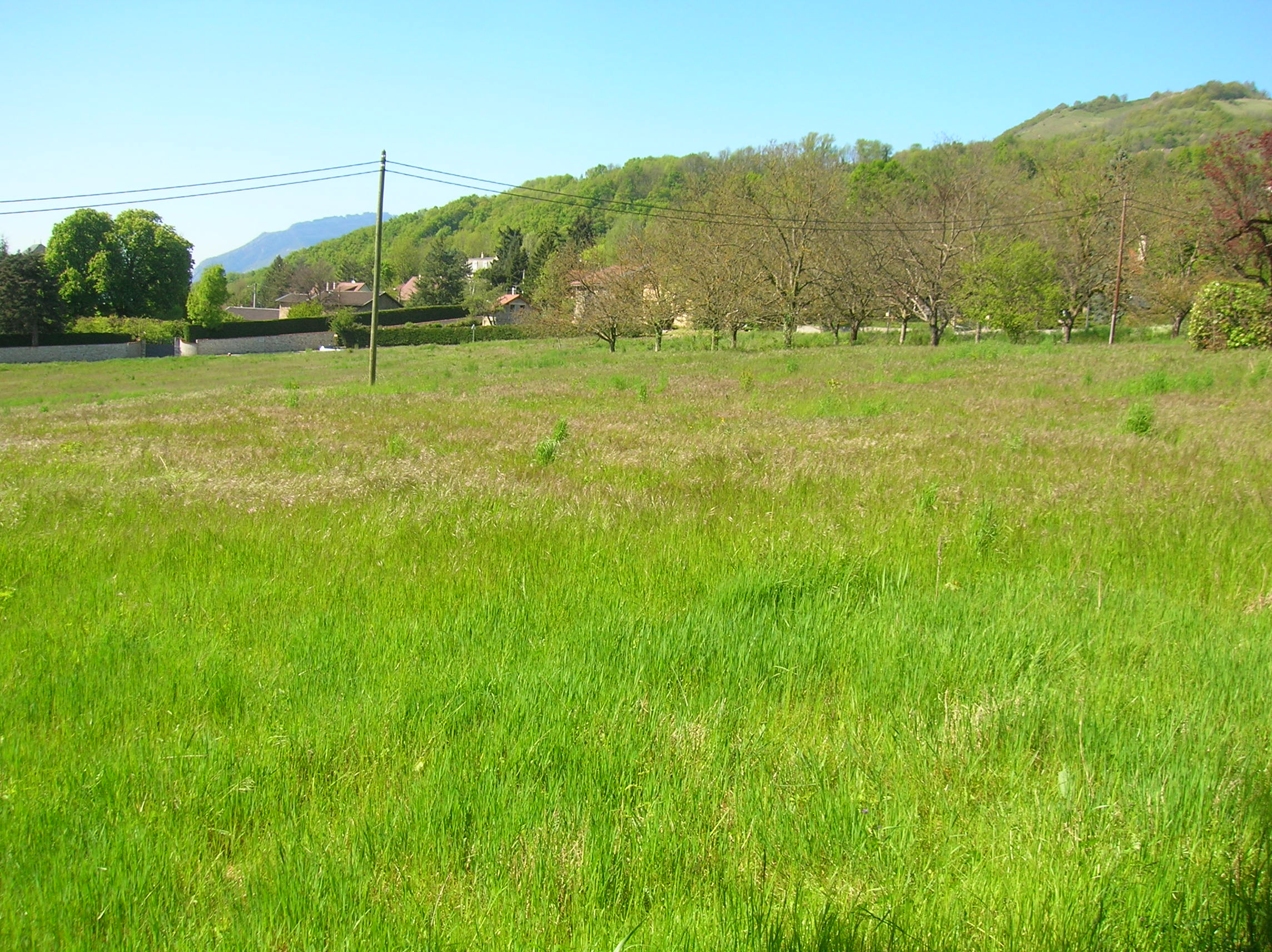
« Champ des Suisses ».

La mémoire collective oublie presque la bataille de Jarrie. Si trois fronts sont présents, au moins deux charniers sont connus. Le lieu-dit champ des Suisses aux Angonnes, entre l'oratoire et la chapelle des Angonnes, sert autrefois de regroupement des corps des mercenaires. En 2016, aucune plaque ne rappelle plus aux passants ni le nom de ce champ ni l'histoire de cette bataille.
Dans les siècles qui suivent, le plateau de Haute-Jarrie ne cesse de montrer les traces de combats. Vers 1950 des paysans, en labourant leur terre sous les Rollands, retrouvent de grandes quantités d'ossements. Ces restes sont enterrés au cimetière communal de Haute-Jarrie, près de l'église Saint-Étienne, sans indication. Plus tard, d'autres restes encore sont découverts au lieu-dit Cavillon en haut du château de Bon Repos, aux Rollands et dans le hameau de Vars.

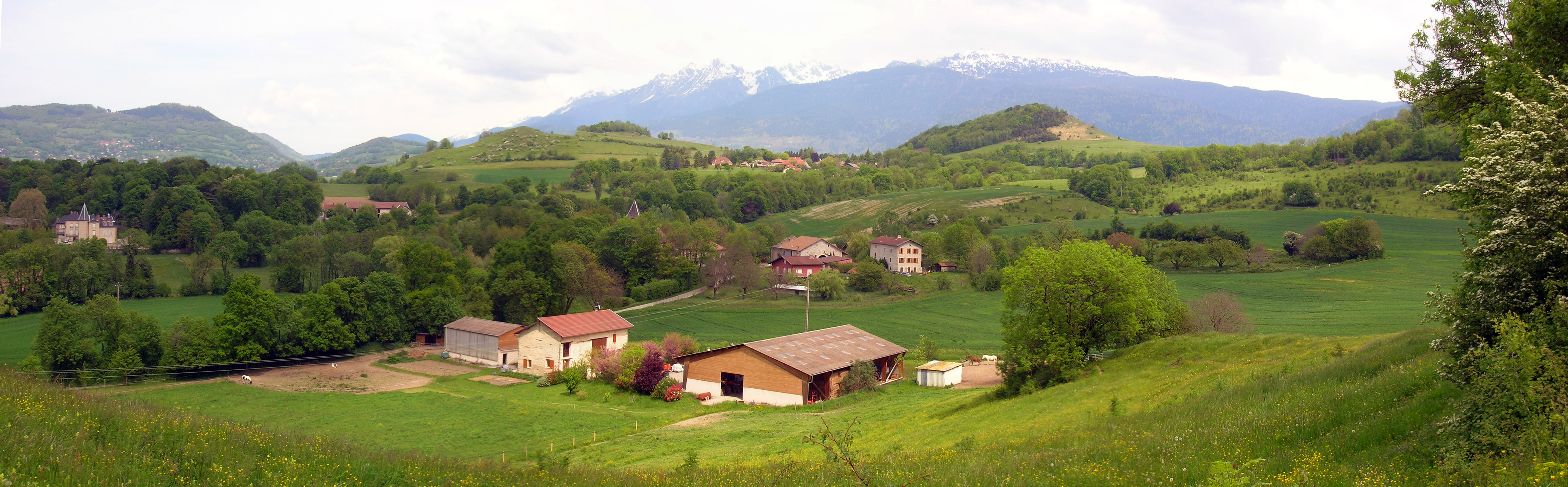
Château des Rollands (à gauche). Reliefs du Plomb et du Mont Rolland (centre et arrière-plan). Ancienne route probablement suivie par une partie des Suisses (entre les reliefs).

## Raisons de la victoire
Robert Aillaud donne plusieurs raisons à cette victoire des catholiques inférieurs en nombre sur les protestants. En effet, la victoire de Jarrie est celle des mousquetiers, des arquebusiers — même si les armes sont très imprécises et quelquefois dangereuses — et des chevau-légers sur les fantassins piquiers.
L'époque est celle des années de transition. L’affrontement d’homme à homme où les chevaliers se font face comme dans un tournoi fait place aux actions de groupes bien disciplinés de la cavalerie.
Les Suisses sont encore liés à un style de guerre du passé, conforme à leur réputation au XVIe siècle. Cependant, leur technique de bataille, la phalange macédonienne, d'une part devient obsolète et surtout d'autre part n'est pas toujours adaptée au terrain choisi par les catholiques. En outre, ces mercenaires protestants, malgré leur courage, sont peu expérimentés dans l'utilisation de leurs longues armes primitives, alors que la technique de la phalange, pour être efficace, nécessite un long entrainement. Seulement 10 % des leurs est à cheval, ce qui les pénalise beaucoup.
De surcroit, leurs chefs sont des guerriers débutants, ils se trouvent sur un terrain inconnu, tandis que leur vrai chef, Lesdiguières, ne peut pas les aider, ni leur donner des ordres et décider quelle stratégie suivre. Le 19 août, les protestants se trouvent divisés en deux groupes, dans l'impossibilité de se rejoindre,.
La technique d'embuscade choisie par d'Ornano se révèle gagnante.

## Après la bataille
Les chefs suisses sont presque tous prisonniers. Parmi les tués comptent Jean Simonin, jeune Cugie et Giraud Béranger de Morges. Le frère du financier de l'opération, Priam Vuillermin, est conduit en prison à Briançon, puis libéré après sept mois contre 2 000 écus d'or,. Les autres prisonniers protestants sont conduits à Valence. Ils sont employés au travail des fortifications. Peu après, la ville de Berne intercède pour faciliter leur libération contre rançon.
Lesdiguières et Châtillon, dès le lendemain de la bataille, lèvent leur camp. Lesdiguières part vers l'Oisans en passant au Bourg-d'Oisans le 22 août, puis se dirige vers le Briançonnais. Châtillon veut rejoindre l'armée des confédérés allemands, réunie en Alsace à Mulhouse, qui se prépare à envahir la Lorraine. Pour ce il gravit les hauteurs de Vaujany et, par le col du Sabot et la vallée d'Olle, pénètre en Maurienne. Au passage il incorpore quelques fuyards suisses ayant échappé à la mort et à la captivité,. Comme remarqué par Stéphane Gal, malgré la lettre d'Henri III à Charles-Emmanuel Ier de Savoie qui lui demande d'arrêter l'armée protestantes en retraite, « les Savoyards la laissent passer comme ils ont fait précédemment pour les mercenaires suisses », après une tentative peu convaincante de les arrêter au pont de Cruseilles.
La Valette envoie dès le lendemain de la bataille onze des étendards capturés au roi avec une cornette. Il les fait accompagner par Mathieu de Rames, seigneur des Crottes, d'une lettre. Le 26 août, Henri III reçoit du capitaine les enseignes, et pour la valeur démontrée en bataille le nomme chevalier de l'Ordre de Saint-Michel et gouverneur de Digne. La Valette part avec les prisonniers suisses, qu'il laisse à Valence le 22 août, puis le 23 rejoint Montélimar, prise par les huguenots dans les mêmes jours.

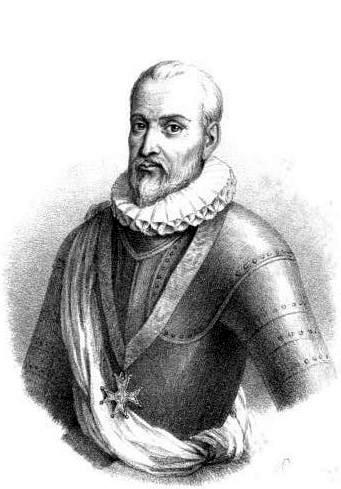
Portrait d'Alphonse d'Ornano, le vainqueur de la bataille de Jarrie.

Le mérite de la bataille de Jarrie revient à d'Ornano et à ses lieutenants, comme reconnu par La Valette dans la-dite lettre. Cependant, peu après La Valette change d'avis pour revendiquer, seul, l'honneur d'une victoire qui atteint de nouveau la réputation militaire des Suisses dans cette contrée. Peu d'années auparavant, la défaite du Pont d'Oreille est bien la leur,,.
En peu de temps, tous les personnages de pouvoir de l'Europe de l'époque sont informés du résultat de la bataille de Jarrie. Théodore de Bèze, successeur de Jean Calvin, insinue que la défaite protestante est due aux pêcheurs indisciplinés. Il s'agit donc de celle d'« officiers impropres au commandement » et de « soldats en désordre ». Le pape Sixte V risque l'apoplexie à la suite d'une attaque de rire et de joie.
Dès les mois suivants, plusieurs comptes rendus du combat glorifiant uniquement La Valette sont publiés, comme celui de Jacques-Auguste de Thou. Pour revendiquer sa victoire, d'Ornano, selon de Thou, se rend en poste à la Cour « où il fut fort bien reçu du roi, qui ne voulait pas donner de mécontentement à un brave officier comme d'Ornano, et qui récompensa libéralement le service qu'il avait rendu en cette occasion. » Par la suite, d'Ornano est nommé lieutenant général en Dauphiné le 26 août 1589[Information douteuse] et élevé à la dignité de maréchal de France en 1595.
La victoire de Jarrie console les catholiques de la perte de la bataille du siège de Montélimar, disputée le même jour. Le 20 octobre 1587, le roi de Navarre remporte une brillante victoire à Coutras, la première des protestants, et la première où il commande en chef.
En automne, la Lorraine est attaquée et harcelée par les mercenaires suisses et les reîtres allemands, mais les armées d'Henri de Navarre ne se joindrons jamais aux combattants, laissant les occupants dans la confusion. Châtillon démontre encore une fois sa valeur, et organise une retraite héroïque.
Lesdiguières, après plusieurs échecs, prend Grenoble le 22 décembre 1590 lui donnant la possibilité de fortifier la colline de la Bastille et d'agrandir largement la superficie fortifiée de la ville,, dans laquelle il va faire édifier son hôtel particulier. D'avril 1591 au 17 septembre 1591, date de la bataille de Pontcharra, il collabore avec Alphonse d'Ornano, gouverneur catholique de la province, pour défendre le Dauphiné des attaques du duc de Savoie allié à la Ligue. Cette fois encore, il en ressort vainqueur.

## Époque contemporaine
La bataille de Jarrie est citée dans plusieurs ouvrages d'histoire de France et de Suisse et dans des traités de stratégie et tactique militaire. Notamment, au XIXe siècle elle est l'un des sujets d'étude dans le cadre de la formation des officiers de l'Armée française pensée par le comité de l'État-major des armées, au même titre que la victoire d'Alexandre le Grand sur les Perses[Laquelle ?], la victoire de Jules César sur les Gaulois à Alésia, la Bataille de Marignan, la bataille de Wagram et la bataille d'Austerlitz.
L'étape Vizille–Echirolles du sentier de grande randonnée dénommé « Sur les pas des Huguenots » (GR 965) homologué début 2015, traverse le lieu présumé du combat de Haute-Jarrie.